# Revista Catalana de Teologia
La Revista Catalana de Teología (con las siglas RCatT, según la IATG2) es una publicación académica con evaluación de expertos (peer review), publicada por las Ediciones del Ateneo Universitario de Sant Pacià, bajo el auspicio de la Facultad de Teología de Cataluña. Su objetivo es la producción, canalización y difusión de pequeños estudios y artículos relativos a los principales campos de la teología cristiana: exegesis, patrística, teología, liturgia, historia y derecho canónico.
Fue fundada en 1976 por la Sección Sant Pacià de la actual Facultad de Teología de Cataluña, siendo el primer director, hasta el 2008, Josep Rius-Camps. Su objetivo esencial fue el de implementar la teología postconciliar en el contexto sociocultural de la segunda mitad del siglo XX, a la luz de las orientaciones del Concilio Vaticano II. Actualmente se encuentra indexada en Old Testamento Abstracts Online, en Dialnet, y en RACO. Su ICDS, de 4,5, está incluido en MIAR (Matriz de Información para el Análisis de Revistas) de la Universitat de Barcelona.

## Primer periodo (1976-2008)
Como fruto de la reciente creación de la Facultad de Teología de Cataluña en 1968, el claustro de profesores decidió dotarse de una herramienta de expresión e investigación científica fundamentalmente en lengua catalana. El proyecto de la revista se presentó al Consejo de la Sección de Sant Pacià el 28 de mayo de 1973; y posteriormente fue presentado al Consejo de Facultad, donde estaban representadas las dos secciones (la de Sant Francesc de Borja y la de Sant Pacià), y una sesión celebrada el 15 de junio de 1973. Según Massot y Muntaner: "Después del paréntesis forzado de los primeros años —en los cuales no era posible publicar nada en catalán—, fueron apareciendo libros y revistas de divulgación o de investigación, en muchos casos de una calidad indiscutible, algún golpe de interés internacional, como la «Revista Catalana de Teología» (1976)". Esta se materializó en 1976 con la aparición de Revista Catalana de Teología, siendo el director Josep Rius-Camps. La orientación específica fue la de generar un espacio de reflexión teológica en que los estudiosos pudieran estar atentos a la diversidad, profundidad y convergencia de la problemática cultural del último tercio del siglo XX en Cataluña.
El primer Consejo de Redacción estuvo formado por los profesores Gaspar Mora, Ramon Pozo, Frederic Raurell y Josep Maria Vía Taltavull. Posteriormente formaron parte también Josep Perarnau Espelt, Miquel dels Sants Gros i Pujol, Oriol Tuñí Vancells, Joan Bellavista Ramon, Salvador Pié-Ninot, Xavier Alegre y Josep Castanyé.

## Segundo periodo (2008-2019)
La publicación quiso iniciar una segunda etapa caracterizada por el mantenimiento del nivel de exigencia académica y teológica, y por un impulso en su difusión. El servicio académico, de gran valor a nivel catalán, se quiso reforzar tanto en cuanto a la vida interna de la comunidad educativa de la Facultad de Teología de Cataluña, cómo también en cuanto a su proyección exterior. Este proyecto se llevó a cabo bajo la dirección de Joan Planellas i Barnosell, que asumió la dirección en 2008 y hasta el 2019. Toda esta segunda etapa se caracterizó por una mejora en el aumento de la calidad científica y de investigación de los artículos que se publicaban, y contribuyó a la modernización y la puesta en el día de la presencia pública de la teología en el ámbito catalán .

## Tercer periodo (2019- )
En el curso académico 2018-2019, Joan Planellas i Barnosell es nombrado arzobispo de Tarragona, de forma que la dirección de la Revista comenzó un tercer periodo, liderado por el actual director Marcos Aceituno Donoso. Una de las líneas de actuación de este periodo es la consolidación de los elementos que manifiestan calidad de investigación en la investigación teológica, como por ejemplo la implementación del sistema de revisión de pares.